# Povești Adevărate
Povești Adevărate a fost o revistă pentru femei din România.
A fost lansată în anul 1999 de trustul de presă elvețian Ringier în parteneriat cu Heinrich Bauer Verlag, dar a fost închisă în anul 2000.